# Tephrina zebrina
Tephrina zebrina är en fjärilsart som beskrevs av Butler 1883. Tephrina zebrina ingår i släktet Tephrina och familjen mätare. Inga underarter finns listade i Catalogue of Life.